# المقام الحويزي
المقام الحويزي أو  المقام الحويزاوي هو نوع من الموسيقى الفلكلوري الأهوازي تم تسميته على اسم مبدعه عبد علي بن ناصر بن رحمة الحويزي المعروف بابن رحمة الحويزي الذي ولد في مدينة الحويزة وينتسب للعائلة المشعشعية
انتقل هذا المقام الأهوازي للعراق بعد هجرة مبدعه ابن رحمة الحويزي للعراق نتيجة تدهور ظروف حياته في الحويزة مما أرغمه على الهجرة للبصرة بجانب عدد كبير من أبناء الحويزة بما فيهم الشاعر ابي معتوق الحويزي وعدد من الحكام المشعشعيين. غنى المقام الحويزي كبار من فنانون العراق وهم ناظم الغزالي ومحمد القبانجي وسلمان المنكوب وأخرون.